# 人間総合科学大学専門職短期大学部
人間総合科学大学専門職短期大学部（にんげんそうごうかがくだいがくせんもんしょくたんきだいがくぶ）は、 埼玉県さいたま市に設置計画されていた日本の私立専門職短期大学である。当初は2020年の開学を目指し、再申請するも未だ開学の目途がたっていない。詳細は後述する。

## 概要
- 人間総合科学大学、早稲田医療技術専門学校を経営している学校法人早稲田医療学園[2]が、設置計画を幾度も行ってきており、詳細は以下のとおりである。
- 2018年 11月においては食のプロデュース学科として設置認可の申請を行う[3][1][4]
- しかし、申請をとりさげる結果となり、2019年10月にデータビジネス学科[5][6]として申請し直すも、こちらも取り下げとなる[4]。
- その後は2022年に健康ビジネス学科を開設していく計画をするも、こちらも2023年5月現在でも設置計画の目途はたっていない[7]。

## 設置予定の学科

### 2020年度
- 食のプロデュース学科 入学定員40名[1]

### 2021年度
- データビジネス学科 入学定員40名[5][6]

### 2022年度
- 健康ビジネス学科[7]